# Ülemiste (stacja kolejowa)
Ülemiste – stacja kolejowa w stolicy Estonii, Tallinnie, na linii Tallinn – Narwa. Znajduje się 6,5 km od głównego dworca Tallinna Balti jaam i około 500 m od terminala lotniska w Tallinnie.